# Língua assiniboine
A Língua Assiniboine (ou Assiniboin, Hohe, ou Nakota, Nakoda ou Nakona) é um idioma Nakota Sioux falada como primeira língua por cerca de 150 pessoas Assiniboine, a maioria das quais é de idosos. O nome Asiniibwaan vem de um termo da língua ojíbua que significa "Sioux das rochas".

## Classificação
Junto com a muito relacionada língua stoney, o Assiniboine é uma língua dita variante n das línguas Dakotas, um autônimo pronunciado com um n inicial (assim: Nakʰóta é o oposto da línguas Sioux Dakʰóta]] ou Lakʰóta). A língua Assiniboine se relaciona bem com o as línguas Sioux e Stoney (também chamada Nakoda ou Nakota), mais inteligibilidade é relativamente difícil..

## Fonologia
|                |                | Labial | Alveolar | Palatal ou Postalveolar | Velar | Glotal |
| -------------- | -------------- | ------ | -------- | ----------------------- | ----- | ------ |
| Oclusiva       | Aspirada       | pʰ     | tʰ       | tʃʰ                     | kʰ    |        |
| Oclusiva       | Ejetiva        | pʼ     | tʼ       | tʃʼ                     | kʼ    | ʔ      |
| Oclusiva       | Sonora         | b      | d        | dʒ                      | ɡ     |        |
| Fricativa      | Surda          |        | s        | ʃ                       | x     | h      |
| Fricativa      | Ejetiva        |        | sʼ       | ʃʼ                      | xʼ    |        |
| Fricativa      | Sonora         |        | z        | ʒ                       | ɣ     |        |
| Nasal oclusiva | Nasal oclusiva | m      | n        |                         |       |        |
| Aproximante    | Aproximante    | w      |          | j                       |       |        |

São cinco as vogais orais em Assiniboine, i, u, e, o, e a; e três nasais, į, ų, e ą.

## Escrita
São três os padrões de escrita desenvolvidos para assiniboine com o alfabeto latino. Em todos os três não se usam as letras ‘’F, L, Q, R, V’’. Usam-se letras com diacríticos, grupos de duas letras, letras com apostrofo, etc. As quantidades de símbolos são:
- Fort Belknap (FB) – 35, usando-se um apóstrofo isolado
- Fort Peck Community College (FPCC) – 34, usando-se “?”
- Saskatchewan Indian Cultural Center (SICC) - 35, usando-se “?”

## Amostra de texto
Into gan tiwichoda tibi. Tiwichoda duka wanzhinna hunga cha witanga oti, hunshta. Chunwintku num wikoshkebi hunshta. Zhecha shunga-shana hanyakena hiyaya hunshta. Zhe duwa yuza shten chunwintku nunpin kʔu kta geya hunshta. Zhechen hanyakena koshka kin iyuhana giktabi. Kuwabi hunshta. Kuwabi kesh duweni yuzesh. Zhechi ihange ekta wanganganna wanzhin tagozhakpagu hokshina gichi ti.